# Club de Remo Busturialdea
El Club de Remo Busturialdea es un club deportivo vasco que ha disputado regatas en todas las categorías y modalidades de banco fijo, en bateles, trainerillas y traineras desde su fundación en 2007.

## Historia
Debido a la poca población con la que cuentan las localidades de Elanchove y Mundaca, los clubes de remo de ambas localidades siempre han tenido problemas para completar sus alineaciones, por lo que primera en 1992 y después en 1999, ambas colaboraron junto a Bermeo para formar el Club de Remo Urdaibai. Tras desligarse ambos clubes de dicho proyecto para la temporada 2001, en 2007 se volvieron a unir para formar un nuevo club denominado Club de Remo Busturialdea. Durante los siguientes años disputaron la ARC-2, pero en 2009 decidieron separarse, por lo que Elanchove continuó denominándose Busturialdea. Llegaron a disputar la ARC-1, pero tras descender en el año 2015 a la ARC-2, el club se disolvió.